# Mutianus Rufus
Mutianus Rufus, Konrad Mutian, Konrad Muth (ur. 15 października 1470 w Hombergu, zm. 30 marca 1526 w Gocie) – niemiecki humanista, pisarz okresu renesansu. Znany dzięki bogatej korespondencji z czołowymi humanistami tamtego okresu oraz władcami, między innymi Erazmem z Rotterdamu i Reuchlinem.
Pochodził z rodziny patrycjuszy. W młodości udał się do Deventer i uczęszczał do szkoły Aleksandra Hegiusa. Poznał wówczas Erazma. W 1486 studiował w Erfurcie u Konrada Celtisa. W 1488 otrzymał tytuł bakałarza a w 1492 magistra.
W Moguncji w 1496 poznał Dietricha Gresemunda, Jakuba Wimpfelinga oraz Johannesa Trithemiusa. Pod wpływem tego ostatniego zaczął gromadzić pokaźny księgozbiór. Następnie studiował prawo we Włoszech. W Ferrarze otrzymał w 1498 stopień doktora, po czym pogłębiał wiedzę prawniczą w Padwie, Florencji, Wenecji i Rzymie. Podczas studiów uczęszczał na wykłady Filipa Beroalda i Antonio Urceo.
Inspirowany neoplatonizmem, pracami Marsilio Ficino i Mirandoli zaczął opracowywać pierwsze swoje pisma filozoficzne.
W 1502 powrócił do Niemiec. Pracował krótko w kancelarii książęcej landgrafa heskiego. Zaoferowano mu następnie kanonię w Gocie. Dzięki czemu stał się finansowo niezależny, co nie przeszkodziło mu krytykować panujące wówczas w Niemczech stosunki kościelne. Około 1505 wraz z innymi humanistami takimi jak: Herbord von der Marthen, Georg Spalatin i Ulrich von Hutten stworzył krąg literacko-towarzyski. Współdziałał także z Hessusem, Rubianusem, Cordusem. Po 1516 dystansował się od Lutra i jego reformacyjnych poglądów. Zmarł w 1526, mając 56 lat, biorąc do końca życia aktywny udział w intelektualnym życiu ówczesnej Rzeszy Niemieckiej.